# 唐文龍
唐文龍（英語：Michael Tong Man Lung，1969年11月17日—），香港男演員、歌手、商人及節目主持，曾為無綫電視及亞洲電視旗下藝人，近年主要在內地和香港發展。

## 背景

### 早年生活
唐文龍出生於香港，居住在近何文田地段的窩打老道，家中排行第二，有一個年紀比他長五年的哥哥。父親在一所大型酒店開設高級洋服店。唐文龍曾就讀喇沙小學，十歲後移居舊金山密爾布瑞，於美國加利福尼亚州聖馬刁郡伯灵格姆留學，並在區內就讀 Burlingame High School。後在加利福尼亞大學戴維斯分校修讀環保境觀設計理學士，讀至二年級轉到紐約流行設計學院（Fashion Institute of Technology，FIT）攻讀女裝設計藝術學士課程。他小時候的讀書成績較差，時常要留堂，但在運動方面有天分，如兩歲時已學了踏沒有輔助輪的單車，又懂得滾軸溜冰。
唐文龍在美國以全級第一的成績修畢女裝設計課程後，曾獲小學同學從事演唱會工作、任職楊健恩助理的胞姊邀請為香港歌手設計演唱會服裝，有關設計卻未被採立。為了糊口，他及後於旺角雅蘭中心佐丹奴當售貨員。未幾，在旺角及新蒲崗附近的時裝設計公司從事設計職位。又會為小朋友補習英文。當時，楊健恩留意到唐文龍喜歡唱歌，於是建議他參加歌唱比賽。結果，唐文龍於1994年參加《第十三屆新秀歌唱比賽》，入圍後沒有出賽。

### 演藝事業
唐文龍於1995年被華星唱片高層相中，以香港歌手身份出道，推出首張同名專輯，繼而赴台灣推出國語唱片。期間上過音樂節目《Sunday新地帶》和《周末任你點》。礙於華星唱片公司出現人事變動，唐的發展不順利。適逢台灣經理人劉瑋慈與他簽約加入福隆傳播，他得以到台灣發展，且推出了三張專輯。而其華星的同名專輯則在三張專輯推出後才推出。由於香港的經紀公司想他拍攝電影，唐便回到香港繼續其事業。其後他於1998年簽約中國星集團，同期被經理人陳自強簽為旗下藝人。雖然有陳氏支持，唐文龍的事業前景仍然停滯不前。最終在陳氏的穿針引線下，把他引薦到電視台，1999年簽約無綫電視。他在劇中多數擔任第二或第三位男主角，直至2005年约满後離開。不續約的原因出於電視台把他由放在二線位置，令他自覺需要向外闖。遂在2005年前往中國上海重新建立事業，後期更定居北京。唐文龍遊走中港兩地時期出演2008年亞洲電視劇集《火蝴蝶》，首度擔任第一位男主角。
當初離開香港北上賺錢，唐文龍在九個月內只吃麵包和麥皮，連供樓都要依靠家人接濟，使他萌生放棄念頭。深信自己是獨一無二的他往後繼續堅持，近年生活漸見穩定。在2015年回歸香港娛樂圈前後，他獲北京製作人邀請參演由奇洛李維斯執導的電影《太極俠》。另一位中國內地製作人也邀請他拍攝梅賽德斯-賓士的電視廣告。此前，唐文龍兩度獲曾勵珍招手再次參與無綫電視劇集。然而因唐不喜歡劇種，加上檔期不配合而作罷。2015年，他認為應該給予自己一個機會重回香港，讓觀眾認識自己。自此，便多了出現在香港幕前的場合。2017年，他獲監製劉家豪和徐遇安親自邀請，以自由身身份重返無綫電視拍攝《溏心風暴3》，2018年參演劇集《解決師》。

### 發展近況
因電視劇《溏心風暴3》再受外界關注的唐文龍，接受訪問時表示小時候的夢想是想當插畫師。而其爺爺是一位裁縫，跟俄國人學做衫。父親則在1970年代從事布料買賣，自己因此從小經常接觸很多西裝。而且自己的藝術細胞很強。受父親對他的啟發（女人願意花錢買衫），他因而選擇修讀女裝設計。至2018年，唐計劃推出自家眼鏡和男裝品牌以重拾設計夢，現正籌備當中。2018年3月，隨著1990年代歌手復出熱潮，他獲邀亮相電視節目《流行經典50年》，相隔多年再次以歌手身份於香港主流觀眾前獻唱。

## 個人生活
唐文龍曾與陳少霞相戀六年，最後未能結為一對。他在2006年與一名空中小姐拍拖，同樣未能開花結果。2022年4月，唐文龍在陳敏之節目透露目前有圈外女友，並有生育的考慮。

## 政治立場
2020年5月，唐文龍有份聯署支持全國人民代表大會推動港版國安法。同年8月27日，他在個人 Instagram 上轉載了部份2019年反修例運動示威者偷渡台灣失敗後被拘捕的報導，並留下「有了國安法在，暴徒飛天遁地下海都難逃。you can run, you can hide... but you will be caught！」字句。部份民主派網民對其留言感到不滿，將他改名為「藍文龍」和要求退回他擁有的美國護照。

## 演出作品

### 電視劇

#### 無綫電視
| 首播   | 劇名             | 角色                   |
| 2000年 | 陀槍師姐II       | 成志超                 |
| 2000年 | 十月初五的月光   | 金 勝                  |
| 2000年 | 京城教一         | 羅 喜                  |
| 2000年 | FM701            | 程至希（第98 - 102集） |
| 2000年 | 妙手仁心II       | 譚勇明（Edmond）       |
| 2001年 | 公私戀事多       | 唐仲文（三少）         |
| 2002年 | 彩色世界         | 鄭志豪（Steven）       |
| 2002年 | 情事緝私檔案     | 谷立行                 |
| 2002年 | 絕世好爸         | 戴光明                 |
| 2002年 | 轉世驚情         | 荊 烈                  |
| 2003年 | 帝女花           | 楚聖卿                 |
| 2003年 | 衛斯理           | 白奇偉                 |
| 2003年 | 鳳舞香羅         | 邵晉鏘                 |
| 2004年 | 富豪海灣至尊家緣 | 游軒龍                 |
| 2004年 | 翡翠戀曲         | 何德昌（青年）         |
| 2004年 | 棟篤神探         | 詹 霑（James）         |
| 2004年 | 廉政行動2004     | 方家良（Paul）         |
| 2005年 | 我師傅係黃飛鴻   | 餘光輝                 |
| 2005年 | 開心賓館         | 高 祥（Vincent）       |
| 2005年 | 妙手仁心III      | 譚勇明（Edmond）       |
| 2005年 | 胭脂水粉         | 汪曉暉（第22 - 25集）  |
| 2006年 | 人生馬戲團       | 張建星（Sing）         |
| 2017年 | 溏心風暴3        | 鄭立安（Nic）          |
| 2019年 | 解決師           | 張天仁（TY）           |
| 2023年 | 一舞傾城         | 李青龙                 |

#### 亞洲電視
| 首播   | 劇名   | 角色   |
| 2008年 | 火蝴蝶 | 章學儒 |

#### 中國星
| 首播   | 劇名       | 角色   |
| 1998年 | 新少林五祖 | 洪熙官 |
| 1998年 | 絕地蒼狼   | 馬 衝  |

#### 香港電台
| 首播   | 劇名            | 角色                          |
| 2003年 | 執法群英II      | 鄭耀輝（第2集）               |
| 2010年 | 沒有牆的世界    | 尚 南（第1集）                |
| 2011年 | 火速救兵        | 曾學楠（第6集）               |
| 2012年 | 沒有牆的世界III | Edmond（第5集）               |
| 2015年 | 獅子山下2015    | 李家傑（第1集：《一場飯局》） |

#### 台灣華視
| 首播   | 劇名       | 角色   |
| 2005年 | 我只在乎你 | 陳宏飛 |

#### 中國大陸
| 首播   | 劇名                             | 角色           |
| 2006年 | 我心依然                         | 方女哲         |
| 2009年 | 包青天之打龍袍                   | 白玉堂         |
| 2009年 | 特战先锋                         | 冷 鋒          |
| 2010年 | 梨花似雪                         | 红军游击队成員 |
| 2012年 | 盛宴                             | 趙梁棟         |
| 2012年 | 無懈可擊之藍色夢想               | 何 正          |
| 2012年 | 楚留香新傳之蝙蝠傳奇             | 原隨雲         |
| 2013年 | 女人幫                           | 顏鳴鳴         |
| 2013年 | 愛情面前誰怕誰                   | 固 强          |
| 2014年 | 誅三計                           | 高 米          |
| 2014年 | 花灯满城                         | 黄医生         |
| 2022年 | 狮子山下的故事(with 香港開電視 ) | 大富贵         |
| 2023年 | 春家小姐是訟師第一季(網絡劇)     | 春大山         |
| 2024年 | 唐人街探案2                      | 庄言           |
| 2024年 | 烈焰之武庚紀(網絡劇)             | 窮凶惡極       |
| 2025年 | 愛你不是三兩天(2015年拍攝)       | 琨             |
| 2025年 | 櫻桃琥珀                         | 蔣若誠         |

#### 其他
| 首播   | 劇名                                 | 角色     |
| 2007年 | 晴天日記（上海地鐵與星巴克聯合投資） | 李晴上司 |

### 電視電影

#### 無綫電視
| 首映   | 電影名   | 角色    |
| 2001年 | 熱血狙擊 | Jackal  |
| 2003年 | 親密殺機 |         |
| 2004年 | 鐵翼驚情 | Patrick |
| 2004年 | 紅杏劫   | 韋俊傑  |

### 電影

#### 香港
| 首映   | 電影名                         | 角色                |
| 1995年 | 不一樣的媽媽                   | 信                  |
| 1995年 | 現代古惑仔                     | 日 龍（殺手）       |
| 1996年 | 浪漫風暴                       | 陳炳烈（Rocky）     |
| 1996年 | 古惑女之決戰江湖               | 阿 一（一哥）       |
| 1996年 | 假男假女                       | Michael             |
| 1997年 | 愛情Amoeba                     |                     |
| 1997年 | 蘭桂坊七公主                   |                     |
| 1997年 | 古惑天堂                       | 風雲哥              |
| 1997年 | G4特工                         | 米 高（凱利前男友） |
| 1997年 | 戇星先生                       | 特別任務連隊長      |
| 1999年 | 心動                           | Robert              |
| 1999年 | 紫雨風暴                       | Mile（高級督察）    |
| 2000年 | 魔夢                           |                     |
| 2000年 | 古惑女2                        | 太 子               |
| 2000年 | 妖魅迷踪                       | Michael             |
| 2000年 | 僱傭兵                         | 梅港生（梅菜）      |
| 2000年 | 以眼還眼                       | 喬子揚              |
| 2000年 | 跑馬地的月光                   | Samson              |
| 2001年 | 熱血刑警                       | 彭浩維              |
| 2001年 | 逆天者                         | 明                  |
| 2001年 | 愛情保險                       | 錢多多              |
| 2001年 | 英雄人物                       | 陳智龍（香港仔）    |
| 2002年 | 監獄風雲之傳教士               | 大 B                |
| 2003年 | 黑暗時代II之夜星               | 杜長青              |
| 2003年 | 陰陽路十八之鬼上身             | 江力申              |
| 2003年 | 真兇                           | 江督察              |
| 2003年 | 都市情緣之艷舞女郎             | Dick                |
| 2004年 | 魔幻厨房                       | Don                 |
| 2004年 | 噩夢                           | 文                  |
| 2010年 | 越光寶盒                       | 吳營借箭將軍        |
| 2013年 | 風暴                           | 阿 豹（傻豹）       |
| 2015年 | 望子成龍（康業信貸快遞微電影） | 葉先生              |
| 2015年 | 十月初五的月光                 | 金 勝               |
| 2017年 | 拆彈專家                       | 僱傭兵              |
| 2019年 | 不義之戰                       | 黑 哥               |

#### 澳門
| 首映   | 電影名     | 角色  |
| 2018年 | 愛比死更冷 | 標 哥 |

#### 台灣
| 首映   | 電影名     | 角色   |
| 1996年 | 超級班長   | 李國駿 |
| 2010年 | 背著你跳舞 | 鄭 悠  |

#### 中國大陸
| 首映   | 電影名                       | 角色                |
| 2007年 | 豐裕胡同殺人事件             | 李美文              |
| 2009年 | 窈窕紳士                     | 羅 杰               |
| 2011年 | 你是哪裡人                   | 李 峰               |
| 2011年 | 紫宅                         | 藍 染               |
| 2012年 | 繡花鞋                       | 沈宣白              |
| 2012年 | 四大名捕                     | 韓 龍               |
| 2012年 | 知了的夏天                   | 羅知夏哥哥          |
| 2013年 | 光輝歲月                     | 唐 龍               |
| 2013年 | 太極俠                       | 石 坤（情報科主管） |
| 2013年 | 四大名捕II                   | 韓 龍               |
| 2014年 | 求愛嫁期                     | 明 洋               |
| 2014年 | 密道追蹤之陰兵虎符           | 神 偷               |
| 2015年 | 我只要我們在一起             | 李 沐               |
| 2015年 | 陌路惊笑                     | 齐 宇               |
| 2017年 | 和田玉傳奇                   | 汤姆·李             |
| 2017年 | 蕩寇風雲                     | 樓 楠               |
| 2018年 | 黃飛鴻：南北英雄（網絡電影） | 吴镇南              |
| 2019年 | 葉問之九龍城寨（網絡電影）   | 葉 問               |
| 2021年 | 冥海禁地（網絡電影）         |                     |
| 2021年 | 狙击之王（網絡電影）         |                     |
| 2022年 | 大话西游：至尊宝（網絡電影） | 二郎真君            |
| 2022年 | 发丘天官：昆仑墟（網絡電影） |                     |
| 2022年 | 军火大劫案（網絡電影）       | 阿文                |
| 2023年 | 姐，你好（網絡電影）         |                     |
| 2024年 | 破戰（網絡電影）             | 胡明祖              |
| 2024年 | 热血天使（網絡電影）         | 达叔                |
| 2024年 | 捉刀人（網絡電影）           | 韩鲁                |
| 2025年 | 命懸一槍（網絡電影）         | 張山龍              |

### 舞台劇
| 首演                                                            | 劇名         | 角色   |
| 1999年（1月7、8日 沙田大會堂演奏廳 / 1月10日 屯門大會堂演奏廳） | 瓊瑤世紀之詩 | 柯正南 |

### 綜藝節目

#### 無綫電視
| 首播   | 節目名                           | 備註                    |
| 1996年 | 永安旅遊話你知：點解澳洲咁好玩   | 主持                    |
| 1997年 | 超級無敵獎門人之再戰江湖         | 第21集嘉賓              |
| 2000年 | 宇宙無敵獎門人                   | 第14集嘉賓              |
| 2001年 | 永安旅遊話你知：點解日本咁好玩   | 主持                    |
| 2002年 | 吾係獎門人                       | 第4集嘉賓               |
| 2003年 | 星晨旅遊韓國真程趣               | 主持                    |
| 2003年 | 康泰3S系列 ── 北海道加倍開心之旅 | 主持                    |
| 2004年 | 繼續無敵獎門人                   | 第19、36集嘉賓          |
| 2008年 | 鐵甲無敵獎門人                   | 第39集嘉賓              |
| 2017年 | 今日VIP                          | 12月29日嘉賓（第257集） |
| 2018年 | 流行經典50年                     | 第27集嘉賓              |
| 2018年 | 美女廚房                         | 第7集嘉賓               |
| 2020年 | Do姐有問題                       | 第四輯 第13集嘉賓       |
| 2023年 | 獎門人中秋感謝祭                 |                         |

### 音樂錄像
| 年份   | 歌名           | 歌手   |
| 1993年 | 不會哭於你面前 | 楊采妮 |
| 1999年 | 迷失方向       | 何嘉莉 |
| 2018年 | Captain Nancy  | 薛家燕 |

### 廣告
| 年份   | 內容                                            |
| 2012年 | 梅賽德斯-賓士「長軸距E級轎車 - 試身手，領風雲」 |
| 2018年 | MoneySQ.com「大額整合貸款 - Rock友篇」          |
| 2018年 | MoneySQ.com「大額整合貸款 - 青蛙篇」            |
| 2019年 | 世界自然基金會「地球一小時2019」                |

## 音樂作品

### 專輯
| 日期          | 專輯名                             | 備註   |
| 1995年1月     | 你知道你對我多重要                 | 普通話 |
| 1995年9月     | 我要怎麼知道你愛我如果我們永遠不說 | 普通話 |
| 1996年7月     | 透明                               | 普通話 |
| 1996年3月15日 | 唐文龍同名專輯                     | 粵語   |

### 其他歌曲
| 年份   | 歌名     | 備註                           |
| 2005年 | 再高一線 | 《開心賓館》主題曲             |
| 2008年 | 火蝴蝶   | 《火蝴蝶》主題曲、與李彩華合唱 |

## 曾獲獎項與提名
| 年份   | 獎項                                                          | 結果 |
| 2005年 | 萬千星輝賀台慶2005「飛躍進步男藝員 - 汪曉暉（《胭脂水粉》）」 | 提名 |